# Wycliff Kambonde
Wycliff Kambonde (10 gennaio 1988) è un calciatore namibiano, centrocampista dei Blue Waters.

## Carriera

### Nazionale
Ha collezionato 2 presenze in Nazionale.